# Lizynopryl
Lizynopryl – organiczny związek chemiczny, lek z grupy inhibitorów konwertazy angiotensyny (ACEI), stosowany przede wszystkim w leczeniu nadciśnienia tętniczego i niewydolności serca.
Jest lizynową pochodną enalaprylu. Nie podlega metabolizmowi wątrobowemu, jako jeden z nielicznych ACEI nie jest prolekiem. Z uwagi na powyższe właściwości jest zalecany w przypadku wskazań do stosowania ACEI i współistnienia chorób wątroby.

## Mechanizm działania
Lizynopryl powoduje zahamowanie działania konwertazy angiotensyny i w efekcie zmniejszenie stężenia angiotensyny II. Końcowym efektem jest spadek ciśnienia tętniczego.
Pełny efekt hipotensyjny osiąga się po kilku tygodniach leczenia.

## Wskazania
W Polsce lek jest zarejestrowany w terapii nadciśnienia tętniczego (w monoterapii lub w połączeniu z innymi lekami), zastoinowej niewydolności serca, a także wczesnej fazy zawału mięśnia serca (przeciwdziałanie dysfunkcji lewej komory serca i niewydolności serca).

## Dawkowanie
Dawka początkowa wynosi 10 mg/d (nadciśnienie tętnicze), 2,5 mg/d (niewydolność serca). Dawka ulega zmniejszeniu w przypadku niewydolności nerek (w zależności do klirensu kreatyniny). Lek podaje się raz na dobę niezależnie od pokarmu. Dawka maksymalna to 80 mg/d (nadciśnienie tętnicze) i 20 mg/d (niewydolność serca).
W zawale serca lek podaje się do 24 h od jego wystąpienia, początkowo 5 mg/d.
W zależności od producenta lek jest dostępny w dawkach: 2,5 mg, 5 mg, 10 mg i 20 mg.

## Preparaty
W Polsce lizynopryl jest dostępny pod następującymi nazwami handlowymi: Privinil (Merck Sharp & Dohme), Lisiprol i Lisiprol HCT (Polfa Grodzisk), Lisinoratio (Ratiopharm), LisiHEXAL (Hexal AG\Lek Polska), Diroton (Gedeon Richter).